# Mihavatsy
Mihavatsy est une commune urbaine malgache située dans la partie centre-ouest de la région d'Atsimo-Andrefana.